# Denis Viane
Denis Viane (Brugge, 2 oktober 1977) is een gewezen Belgische profvoetballer die bij Cercle Brugge en Antwerp FC speelde. Hij was een centrale verdediger, maar kon ook op de linker- en rechterflank uit de voeten. Sinds het seizoen 2015-2016 is hijverantwoordelijk voor het medische en sportieve advies bij de beloften van KVV Coxyde.

## Levensloop
Denis Viane groeide op in Oudenburg, maar ging later in Jonkershove wonen. Voor zich uitsluitend op een voetbalcarrière toe te leggen haalde hij eerst een diploma techniek-wetenschappen aan het VTI in Oostende en een diploma kinesitherapie in Brugge.
Als voetballer begon hij in de jeugdreeksen bij VKSO Zerkegem. In 1990 werd hij reeds weggehaald door Cercle Brugge. Hij speelt er over het algemeen als verdediger, soms als verdedigende middenvelder. Op 15 oktober 1997 maakte hij zijn debuut bij de eerste ploeg van Cercle in een bekerwedstrijd tegen Moeskroen. Sinds 2001 kreeg hij ook de rol van aanvoerder bij Cercle Brugge.
Op persoonlijke gebied was het najaar van 2004 voor hem erg zwaar toen zijn vriendin overleed ten gevolge van leukemie. Tijdens die emotioneel moeilijke periode voor hem en de vereniging bleek de ploeg op sportief vlak ook een reeks slechte resultaten te behalen. Viane veroverde de Pop-poll van d'Echte als meest verdienstelijke Cerclespeler van het seizoen 2004-2005. Hij bleef tijdens het seizoen 2005-2006 lange tijd aan de kant met een knieblessure, en had het het volgende seizoen moeilijk om zich terug in de ploeg te spelen. In het seizoen 2007-2008 vormde hij met Anthony Portier een vast centraal duo.

## Statistieken
| seizoen   | club                | land   | competitie     | wed. | goals |
| --------- | ------------------- | ------ | -------------- | ---- | ----- |
| 1997/98   | Cercle Brugge       | België | Tweede Klasse  | 2    | 0     |
| 1998/99   | Cercle Brugge       | België | Tweede Klasse  | 31   | 0     |
| 1999/00   | Cercle Brugge       | België | Tweede Klasse  | 0    | 0     |
| 2000/01   | Cercle Brugge       | België | Tweede Klasse  | 33   | 0     |
| 2001/02   | Cercle Brugge       | België | Tweede Klasse  | 38   | 0     |
| 2002/03   | Cercle Brugge       | België | Tweede Klasse  | 32   | 1     |
| 2003/04   | Cercle Brugge       | België | Jupiler League | 31   | 0     |
| 2004/05   | Cercle Brugge       | België | Jupiler League | 31   | 1     |
| 2005/06   | Cercle Brugge       | België | Jupiler League | 14   | 0     |
| 2006/07   | Cercle Brugge       | België | Jupiler League | 17   | 0     |
| 2007/08   | Cercle Brugge       | België | Jupiler League | 32   | 0     |
| 2008/09   | Cercle Brugge       | België | Jupiler League | 31   | 0     |
| 2009/10   | Cercle Brugge       | België | Jupiler League | 27   | 0     |
| 2009/10   | Cercle Brugge       | België | Play-Off II A  | 4    | 0     |
| 2010/11   | Cercle Brugge       | België | Jupiler League | 14   | 0     |
| 2011/2012 | Cercle Brugge       | België | Jupiler League | 4    | 0     |
| 2011/2012 | → Antwerp FC (huur) | België | Tweede Klasse  | 18   | 2     |
|           |                     |        | Totaal         | 404  | 4     |